# Tân Bình (Ho Chi Minhstad)
Tân Bình is een district in de Vietnamese stad met provincierechten Ho Chi Minhstad. Tân Bình is vooral bekend van de ligging van Internationale Luchthaven Tân Sơn Nhất.